# Gisela Kohl-Eppelt
Gisela Kohl-Eppelt (geb. Kohl; * 29. September 1943 in Dessau) ist eine deutsche Malerin, Grafikerin, Musikerin und Schriftstellerin.

## Leben und Werk
Gisela Kohl-Eppelt absolvierte die Erweiterte Oberschule und studierte nach dem Abitur von 1961 bis 1966 an der Hochschule für Musik Leipzig Klavier. Von 1966 bis 1968 arbeitete sie in Stendal als Musikerzieherin. Dann zog sie wieder nach Leipzig und machte bei Bernhard Heisig und Wolfgang Mattheuer an der Hochschule für Grafik und Buchkunst Leipzig ein externes Studium. Von 1977 bis 1979 war sie Meisterschülerin bei Heisig an der Deutschen Akademie der Künste in Berlin. Seitdem arbeitete sie in Leipzig als freischaffende Malerin und Grafikerin. Sie hatte in der Zeit der DDR im In- und Ausland eine große Zahl von Einzelausstellungen und Ausstellungsbeteiligungen, u. a. 1977/1978 und 1987/1988 an der VIII. und X. Kunstausstellung der DDR in Dresden.
Von 2000 bis 2003 war sie in Leipzig Inhaberin einer Musikschule. Sie begann sich auch als Schriftstellerin und Lyrikerin zu betätigen und schloss sich einer von Roswitha Scholz geleiteten Gruppe schreibender Senioren an. Seit 2011 veröffentlicht sie ihre literarischen Arbeiten. 2015 gewann sie den Autorenwettbewerb „Leipzig – Die utopische Kommune“. Sie macht Lesungen und begleitet literarische Veranstaltungen mit dem Akkordeon.
2016, 2017 und 2019 beteiligte sich Gisela Kohl-Eppelt an den GEDOK-Kunstsymposien „religio“ bzw. „Kreuzwege – Lebenswege“ und „STILLE - zwischen Abwesenheit und Kreation“ auf dem Parkfriedhof Leipzig-Plagwitz.
2020 wurde sie mit dem Isolde-Hamm-Preis der Isolde-Hamm-Stiftung der GEDOK geehrt.
Grafiken Gisela Kohl-Eppels befinden sich u. a. im Lindenau-Museum Altenburg/Thür.

## Mitgliedschaften
- 1973 bis 1990: Verband Bildender Künstler der DDR
- seit 1991: GEDOK Mitteldeutschland e.V.
- ab 1991: Kunstverein Kolonie Ost, Leipzig
- war ab 1991 Mitglied des Bunds bildender Künstlerinnen und Künstler Leipzig[4]

## Werkbeispiele

### Druckgrafik
- Ausflug (1973, Aquatinta-Radierung. Blattgröße 13 × 16 cm)[5]
- Tor (1974, Radierung; auf der VIII. Kunstausstellung der DDR)[6]
- Gedenkblatt für Pablo Neruda (1974, Radierung; auf der VIII. Kunstausstellung der DDR)[7]
- Volksschwimmhalle (1976, Radierung; auf der VIII. Kunstausstellung der DDR)[8]
- Diskussion (1976, Radierung, 19,7 × 25,7 cm)[9]
- Rast. Illustration zu Wilhelm Müller Winterreise (1985, Aquatinta und Kaltnadelradierung; Radierung; auf der X. Kunstausstellung der DDR)[10]

### Buchillustrationen
- Jutta Piilat (Hrsg.): „… Ist die luft wie seide…“ (Sammlung Liebesgedichte von Schriftstellerinnen der GEDOK Mitteldeutschland). Halbton Verlag und Redaktion für Bildende Kunst
- Roswitha Scholz (Red.): Heuschnupfen. Geschichten und Gedichte von der Liebe und vom Leben. Hrsg.: Dachverband Altenkultur e.V., Geschäftsstelle Leipzig. 2010

### Literarische Werke
- Akkordeon – mon amour. OsirisDruck, 2011 (mit eigenen Zeichnungen)
- Ein kleines Blatt vom Baum der Geschichte. In: Leipzig. Die utopische Kommune 1989 – 2015. Engelsdorfer Verlag, Leipzig, 2015; ISBN 978-3-95744-933-7 (Kurzgeschichte)[11]

## Einzelausstellungen seit der deutschen Wiedervereinigung (unvollständig)
- 2022: Altenburg/Thür., Galerie am Markt („Ausflüge“)
- 2023: Schkeuditz, art kapella schkeuditz („Vom Finden und Verlieren“)[12]
- 2025: Leipzig, Kleine Galerie des Netzwerks älterer Frauen Sachsen e.V. („Manchmal bin ich glücklich“)[13]